# Marja-Liisa Völlers

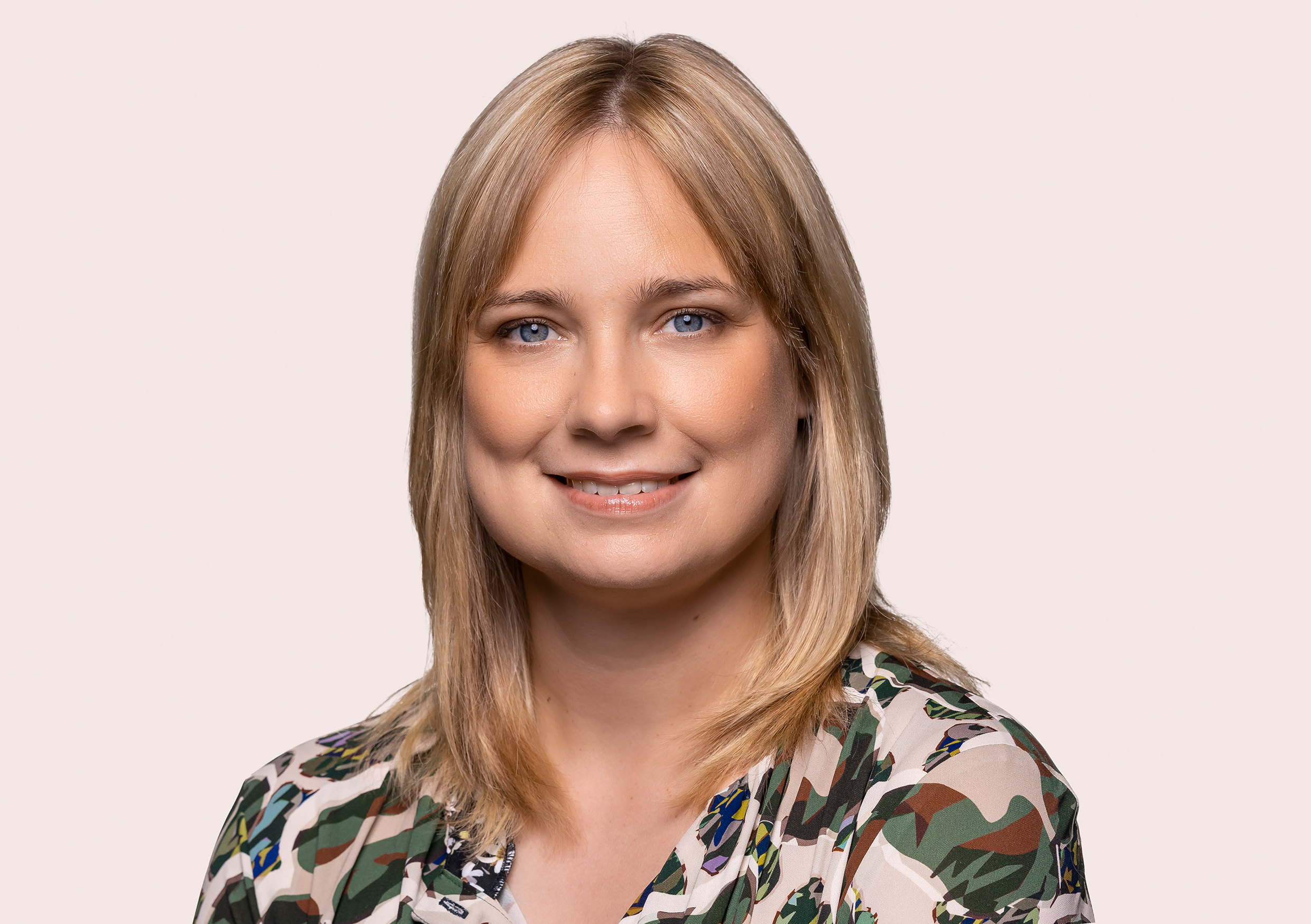
Marja-Liisa Völlers (2021)

Marja-Liisa Völlers (* 28. September 1984 in Bückeburg, Landkreis Schaumburg) ist eine deutsche Politikerin (SPD). Seit dem 23. November 2017 ist sie Mitglied des Deutschen Bundestages. Sie ist Sprecherin des Seeheimer Kreises in der SPD-Bundestagsfraktion. Seit dem 7. Mai 2025 ist sie eine von drei parlamentarischen Geschäftsführern.

## Leben und Beruf
Völlers wuchs in Münchehagen im Landkreis Nienburg/Weser auf. Ihr Großvater Heinrich Völlers war über 20 Jahre Ortsbürgermeister ihres Heimatortes. Ihren Vornamen verdankt sie der finnischen Skilangläuferin Marja-Liisa Hämäläinen, die in Völlers’ Geburtsjahr 1984 bei den Olympischen Winterspielen in Sarajevo drei Goldmedaillen gewann.
Nach dem Abitur am Ratsgymnasium Stadthagen begann sie im Jahr 2004 ein Studium der Fächer Englisch und Geschichte an der Universität Bielefeld. Nach dem Bachelor of Arts (B.A.) 2008 schloss sie im Jahr 2010 ein Master of Education-Studium in den Fächern Geschichte und Erziehungswissenschaften ab. Sie verließ die Universität Bielefeld darüber hinaus mit einem 1. Staatsexamen für das Lehramt an Gymnasien und Gesamtschulen. Nach einem zweijährigen Referendariat am Studienseminar Paderborn, welches sie mit einem 2. Staatsexamen beendete, arbeitete Völlers bis zu ihrem Einzug in den Deutschen Bundestag als Studienrätin für die Fächer Englisch und Geschichte an der Integrierten Gesamtschule Schaumburg in Stadthagen.

## Partei
Völlers trat nach der verlorenen Bundestagswahl am 27. September 2009 in die SPD ein. Seit dem Jahr 2013 ist sie als Mitglied im SPD-Ortsvereinsvorstand Rehburg-Loccum und seit 2015 im SPD-Unterbezirksvorstand im Landkreis Nienburg/Weser aktiv. Von Frühjahr 2017 bis Mai 2019 war sie stellvertretende Unterbezirksvorsitzende und somit Vertreterin Grant Hendrik Tonnes. Am 3. Mai 2019 wurde sie zur Nachfolgerin Tonnes im Amt der Unterbezirksvorsitzenden gewählt. Seit Juni 2019 gehört sie darüber hinaus dem Vorstand des SPD-Bezirks Hannover an. Seit Juni 2025 ist sie Mitglied des SPD-Parteivorstands. Völlers ist Mitglied des konservativen Seeheimer Kreises.

## Abgeordnete im 19. Deutschen Bundestag
Seit dem 23. November 2017 ist Völlers Mitglied des Deutschen Bundestages. Sie ist für Carola Reimann in den Deutschen Bundestag nachgerückt, die ihr Bundestagsmandat niederlegte und Niedersächsische Ministerin für Soziales, Gesundheit und Gleichstellung im Kabinett Weil II wurde.
Im 19. Deutschen Bundestag war Völlers ordentliches Mitglied im Ausschuss für Bildung, Forschung und Technikfolgenabschätzung, sowie im Ausschuss für Gesundheit, sowie auch stellvertretendes Mitglied im Verteidigungsausschuss und dessen Unterausschuss, dem 1. Untersuchungsausschuss des Verteidigungsausschusses der 19. Wahlperiode des Deutschen Bundestages. Außerdem wurde sie von der SPD-Bundestagsfraktion als Mitglied in der Enquete-Kommission „Berufliche Bildung in der digitalen Arbeitswelt“ benannt und wurde dort zur stellvertretenden Vorsitzenden gewählt. Völlers war zudem Schriftführerin.

## Abgeordnete im 20. Deutschen Bundestag

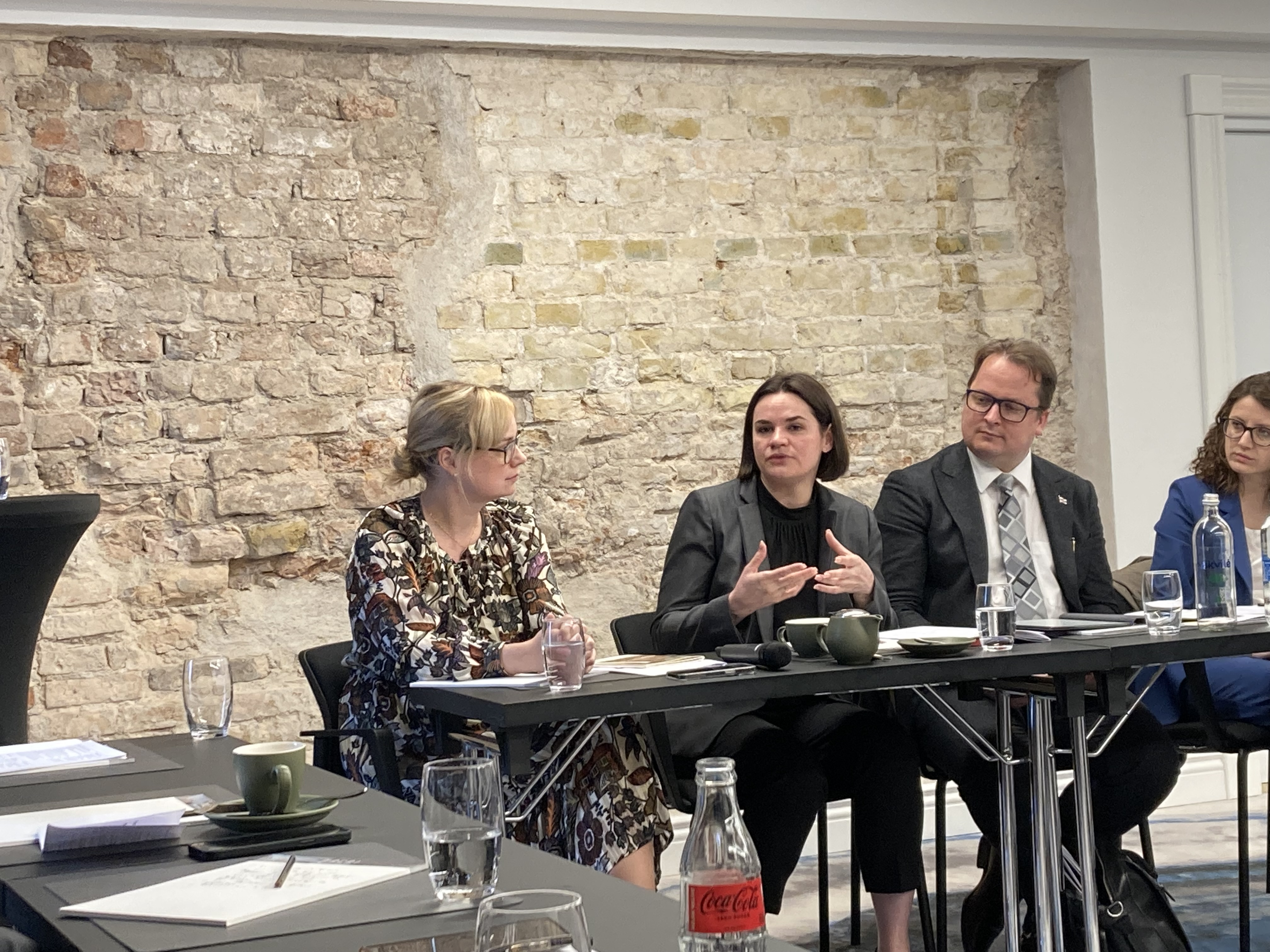
Marja-Liisa Völlers mit der belarussischen Oppositionsführerin Swetlana Tichanowskaja im Rahmen der Frühjahrstagung der Parlamentarischen Versammlung der NATO 2022 in Vilnius.

In der 20. Wahlperiode des Deutschen Bundestages wurde Völlers im Wahlkreis Nienburg II – Schaumburg direkt gewählt.
Sie ist ordentliches Mitglied im Ausschuss für Bildung, Forschung und Technikfolgenabschätzung und im Verteidigungsausschuss. Am 24. März 2022 wurde sie zum Mitglied des Parlamentarischen Kontrollgremiums zur Kontrolle der Nachrichtendienste des Bundes gewählt. Sie ist stellvertretende Sprecherin der Arbeitsgruppe Sicherheits- und Verteidigungspolitik der SPD-Bundestagsfraktion. Völlers ist in Anschluss an ihren Schriftführerinnendienst in der vorigen Wahlperiode weiterhin Schriftführerin. Als stellvertretendes Mitglied wirkt sie im Gesundheitsausschuss mit.
Darüber hinaus bekleidet Völlers in der 20. Wahlperiode von Seiten des Deutschen Bundestages das Amt der stellvertretenden Vorsitzenden der deutschen Delegation zur Parlamentarischen Versammlung der Nato (Nato PV).
Am 20. Juni 2022 wurde Völlers in den Kreis der drei Sprecherinnen und Sprecher des Seeheimer Kreises gewählt.

## Kommunalpolitik
Völlers ist seit 2011 Mitglied des Stadtrats der Stadt Rehburg-Loccum und war von 2011 bis 2021 auch Mitglied im Ortsrat Münchehagen. Seit 2016 ist sie Abgeordnete des Kreistags Nienburg/Weser.
Seit der Kreistagswahl 2021 ist Völlers Mitglied im Ausschuss für allgemein bildende Schulen und in der Verbandsversammlung des Sparkassenzweckverbandes Nienburg. Sie ist stellvertretendes Mitglied im Kreisausschuss, im Ausschuss für Integration, Sport und Kultur sowie im Volkshochschulbeirat.
Darüber hinaus ist Völlers Vorsitzende der Nienburger Kreisgruppe der SGK.

## Mitgliedschaften
Völlers spielt seit ihrem 6. Lebensjahr Tischtennis im TSV Loccum, ist Mitglied in der Gewerkschaft Erziehung und Wissenschaft sowie stellvertretende Kreisvorsitzende des AWO-Kreisverbandes Nienburg/Weser. Völlers ist außerdem Mitglied der überparteilichen Europa-Union Deutschland, die sich für ein föderales Europa und den europäischen Einigungsprozess einsetzt, sowie im Verein Women in International Security Deutschland e. V.